# (182294) 2001 KU76
2001 كي يو 76 (ويعرف أيضًا باسم (182294) 2001 كي يو 76 وفق تسمية الكوكب الصغير) (بالإنجليزية: 2001 KU76)‏ هو كويكب ضمن حزام الكويكبات؛ وترتيبه 182294 من حيث الاكتشاف.
اكتُشف هذا الجُرم الفلكي بواسطة مارك ويليام بوي في 24 مايو 2001.

## وصلات خارجية
- (182294) 2001 KU76 في قاعدة بيانات مختبر الدفع النفاث لأجرام النظام الشمسي الصغيرة

- الاكتشاف · مخطط المدار ·  العناصر المدارية · المعلمات المادية

- (182294) 2001 KU76 على موقع ويكي سكاي: DSS2, SDSS, GALEX, IRAS, Hydrogen α, X-Ray, Astrophoto, Sky Map, Articles and images